# Zygaena carniolica
Zygaena carniolica este o specie de molie din familia Zygaenidae. Este răspândită în majoritatea Europei, excepție făcând Scandinavia.

## Descriere
Anvergura este de 30–35 mm. Adulții zboară între lunile iulie și august și se hrănesc cu nectarul de la speciile de flori din familia Fabaceae.
Larvele au ca principală sursă de hrană specii din genul Lotus.

## Subspecii
- Zygaena carniolica carniolica
- Zygaena carniolica albarracina Staudinger, 1887
- Zygaena carniolica amanda Reiss, 1921
- Zygaena carniolica amistosa Aistleitner & Lencina Gutierrez, 1995
- Zygaena carniolica apennina Turati, 1884
- Zygaena carniolica berolinensis Lederer, 1853
- Zygaena carniolica cruenta (Pallas, 1773)
- Zygaena carniolica demavendi Holik, 1936
- Zygaena carniolica descimonti Lucas, 1959
- Zygaena carniolica diniensis Herrich-Schaffer, 1852
- Zygaena carniolica flaveola (Esper, 1786)
- Zygaena carniolica graeca Staudinger, 1870
- Zygaena carniolica hedysari (Hübner, 1796)
- Zygaena carniolica leonhardi Reiss, 1921
- Zygaena carniolica magdalenae Abeille, 1909
- Zygaena carniolica modesta Burgeff, 1914
- Zygaena carniolica moraulti Holik, 1938
- Zygaena carniolica piatkowskii de Freina, 2006
- Zygaena carniolica rhaeticola Burgeff, 1926
- Zygaena carniolica roccii Verity, 1920
- Zygaena carniolica siciliana Reiss, 1921
- Zygaena carniolica virginea (Muller, 1766)
- Zygaena carniolica wiedemannii Menetries, 1839